# Stade Thunderbird
Le Stade Thunderbird (anglais : Thunderbird Stadium) est un stade multifonction situé aux University Endowment Lands, à l'ouest de Vancouver, BC, au Canada. Actuellement, il est actuellement utilisé par les Thunderbirds de l'UCB, le programme sportif interuniversitaire de l'Université de la Colombie-Britannique.